# ناتالیا لینیچوک
ناتالیا لینیچوک (انگلیسی: Natalia Linichuk؛ زادهٔ ۶ فوریهٔ ۱۹۵۶) اسکیت‌باز نمایشی و رقصنده روی یخ اهل اتحاد جماهیر شوروی سوسیالیستی بود.
وی همچنین برندهٔ جوایزی همچون نشان دوستی شده‌است.